# Radice del pene
La radice del pene è la parte del pene maschile di forma triradiata, costituita dai peduncoli divergenti, uno su ogni lato, e dal bulbo uretrale mediano. Ogni peduncolo è coperto dal muscolo ischiocavernoso, mentre il bulbo è circondato dal muscolo bulbospongioso. La radice del pene si trova nel perineo tra la fascia inferiore del diaframma urogenitale e la fascia di Colles. Oltre a essere attaccato alla fascia e ai rami del pube, è legato alla parte anteriore della sinfisi pubica dai legamenti fundiforme e sospensorio.
- Il legamento fundiforme origina dalla parte anteriore della guaina del muscolo retto e la linea alba; e si divide in due fasci che circondano la radice del pene.
- Le fibre superiori del legamento sospensorio passano sotto l'estremità inferiore della linea alba, e le fibre inferiori della sinfisi pubica; insieme formano una forte banda fibrosa, che si estende dalla superficie superiore della radice, dove si fonde con la guaina fasciale dell'organo.